# Codi spaghetti
El codi spaguetti és un terme pejoratiu per als programes de computació que tenen una estructura de control de flux complexa i incomprensible. El seu nom deriva del fet que aquest tipus de codi font sembla assemblar-se a un plat d'espaguetis, és a dir, un munt de fils intricats i nuats. Tradicionalment se sol associar aquest estil de programació amb llenguatges bàsics i antics, on el flux es controlava mitjançant sentències de control primitives com GOTO i utilitzant números de línia. Un exemple de llenguatge que convidava a l'ús de codi spaghetti és el QBasic de Microsoft en les seves primeres versions.